# مزرعه سیاه‌دانه
مزرعه سیاه‌دانه (صیادان) روستایی از توابع بخش علامرودشت شهرستان لامرد در استان فارس ایران است.

## جمعیت
این روستا در دهستان کهنویه قرار دارد و براساس سرشماری مرکز آمار ایران در سال ۱۳۹۰، جمعیت آن ۱۳ نفر (۲ خانوار) بوده‌است.